# Canton de Bourges-5
Le canton de Bourges-5 est une ancienne division administrative française située dans le département du Cher.

## Géographie
Ce canton était organisé autour de Bourges dans l'arrondissement de Bourges. Son altitude varie de 120 m (Bourges) à 169 m (Bourges) pour une altitude moyenne de 153 m.

## Histoire
Le canton de Bourges-V a été créé par décret du 20 janvier 1982 par scission du canton de Bourges-1.
Il a été supprimé par décret du 21 février 2014 entrant en vigueur lors des élections départementales de 2015.

## Représentation
| Période | Période           | Identité                   | Étiquette | Qualité |
| ------- | ----------------- | -------------------------- | --------- | --- |
| 1982    | 1983 (annulation) | Gilbert Camuzat            | PCF       | Technicien aux Établissements militaires de Bourges maire adjoint de Bourges (1977-1995) |
| 1983    | 1998              | Camille Michel (1920-2012) | UDF       | Ancien Préfet Conseiller municipal de Bourges (1983-1989) Vice-Président du Conseil Général |
| 1998    | 2015              | Jean-Pierre Saulnier       | PS        | Ancien directeur du Centre de recherches et d'études technologiques de GIAT industries Assistant à l'IUT de Bourges Adjoint au maire de Bourges (1983-1995) Président du Conseil général (2013-2015) Elu en 2015 dans le Canton de Bourges-3 |

## Composition
| Nom                 | Code Insee | Intercommunalité | Population (dernière pop. légale)               |
| ------------------- | ---------- | ---------------- | ----------------------------------------------- |
| Bourges (chef-lieu) | 18033      | CA Bourges Plus  | Fraction : 10 741(2012) Commune : 66 528 (2014) |

Le canton de Bourges-5  se composait de la portion de territoire de la ville de Bourges déterminée par l'axe des voies ci-après : chaussée de Chappe, route nationale 151 jusqu'à sa sortie à l'Est de Bourges et la limite de la commune de Saint-Germain-du-Puy jusqu'à la route départementale 33, route de Saint-Michel jusqu'à l'avenue du Maréchal-de-Lattre-de-Tassigny, avenue du Maréchal-de-Lattre-de-Tassigny jusqu'à l'avenue du Général-de-Gaulle, avenue du Général-de-Gaulle jusqu'au passage à niveau, assiette de la voie ferrée Saincaize-Vierzon jusqu'à la gare de Bourges, place du Général-Leclerc, avenue Henri-Laudier, avenue Jean-Jaurès, rue Cambouynac, rue Mirebeau, rue Edouard-Vaillant dans sa partie comprise entre la place Gordaine et la place Saint-Bonnet, boulevard Clemenceau, rue Charlet jusqu'à la rue Robespierre et le cours de l'Yévrette jusqu'à la chaussée de Chappe.
Il comptait 10 741 habitants (recensement de 2012 sans doubles comptes).

## Démographie
| 1982 | 1990   | 1999   | 2006   | 2011   | 2012   |
| ---- | ------ | ------ | ------ | ------ | ------ |
| -    | 12 837 | 12 191 | 11 739 | 10 635 | 10 741 |